# Merkuryusz Polski Ordynaryjny (tygodnik)
Merkuryusz Polski Ordynaryjny dzieie wszystkiego świata w sobie zamykaiący dla informacyey pospolitey – tygodnik społeczno-polityczny utworzony w 1933 przez Juliana Babińskiego, Władysława Zambrzyckiego i Jerzego Brauna. Tygodnik naśladował początkowo graficznie Merkuriusz Polski Ordynaryjny wydawany w XVII wieku, jednak nie był jego kontynuacją. Znany był z niezwykle zjadliwych komentarzy politycznych.
Poglądy prezentowane przez ten tygodnik były na tyle odmienne wobec wszystkich innych nurtów w polskiej prasie, że przez niektórych był on zaliczany do pro-hitlerowskich.